# Florida Federal Open 1982
Florida Federal Open 1982 — жіночий тенісний турнір, що проходив на відкритих кортах з твердим покриттям East Lake Woodlands Racquet Club у Тампі (США). Належав до Toyota Series circuit в рамках Туру WTA 1982. Турнір відбувся вдесяте і тривав з 11 жовтня до 17 жовтня 1982 року. Фінал відвідало 6150 глядачів. Перша сіяна Кріс Еверт-Ллойд виграла титул і отримала 22 тис. доларів.

## Фінальна частина

### Одиночний розряд
Кріс Еверт-Ллойд —  Андреа Джегер 3–6, 6–1, 6–4
- Для Еверт-Ллойд це був 8-й титул в одиночному розряді за сезон і 118-й — за кар'єру.

### Парний розряд
Енн Кійомура /  Пола Сміт —  Мері-Лу П'ятек /  Венді Вайт-Prausa 6–0, 6–1

## Розподіл призових грошей
| Дисципліна       | П       | F       | ПФ     | ЧФ     | 1/8    | 1/16 |
| Одиночний розряд | $22,000 | $11,000 | $5,775 | $2,800 | $1,450 | $725 |